# Comparador

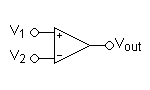
Representación esquemática de un amplificador operacional funcionando como comparador.

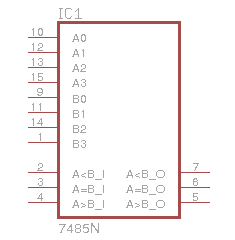
Figura 1. Circuito integrado 7485 comparador de 4 bits.

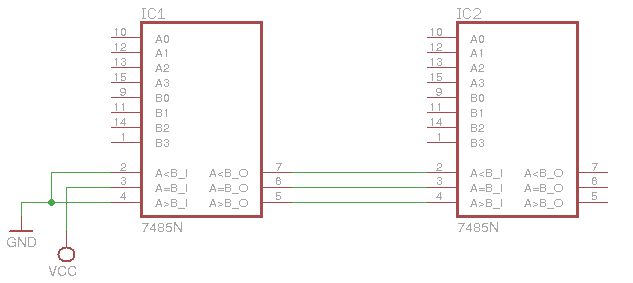
Figura 2. Comparador de 8 bits realizado con el circuito integrado

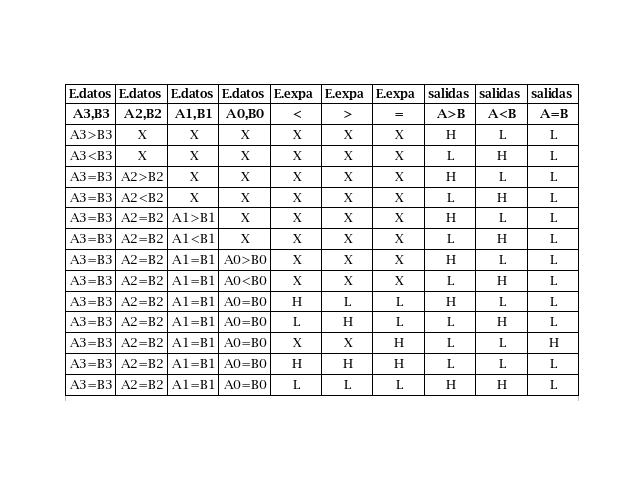
Figura 3. Tabla de verdad de un comparador de 4 bits.

Un comparador es un circuito electrónico, ya sea analógico o digital, capaz de comparar dos señales de entrada y variar la salida en función de cuál es mayor.

## Electrónica analógica
Los comparadores, son circuitos no lineales que, sirven para: 
1. Comparar dos señales (una de las cuales generalmente es una tensión de referencia)
2. Determinar cuál de ellas es mayor o menor.

En un circuito electrónico, se llama comparador a un amplificador operacional en lazo abierto (sin realimentación entre su salida y su entrada) y suele usarse para comparar una tensión variable con otra tensión fija que se utiliza como referencia.
Como todo amplificador operacional, un comparador estará alimentado por dos fuentes de corriente continua ({\displaystyle +V_{\rm {cc}}}, {\displaystyle -V_{\rm {cc}}}). El comparador hace que, si la tensión de entrada en el borne positivo (en el diagrama {\displaystyle V_{1}}) es mayor que la tensión conectada al borne negativo (en el diagrama {\displaystyle V_{2}}), la salida ({\displaystyle V_{\rm {out}}}en el dibujo) será igual a {\displaystyle +V_{\rm {cc}}}. En caso contrario, la salida tendrá una tensión {\displaystyle -V_{\rm {cc}}}. Lo podemos resumir de la siguiente manera:
{\displaystyle V_{1}>V_{2}\Rightarrow V_{1}-V_{2}>0\Rightarrow V_{\rm {out}}=+V_{\rm {cc}}}{\displaystyle V_{1}<V_{2}\Rightarrow V_{1}-V_{2}<0\Rightarrow V_{\rm {out}}=-V_{\rm {cc}}}siendo {\displaystyle V_{2}} la tensión de referencia.

### Funcionamiento del comparador
Estudiemos el siguiente circuito:
En este circuito, se alimenta el amplificador operacional con dos tensiones +Vcc = 15V y -Vcc = -15 V. Se conecta la patilla V+ del amplificador a masa (tierra) para que sirva como tensión de referencia, en este caso 0 V. A la entrada V- del amplificador se conecta una fuente de tensión (Vi) variable en el tiempo, en este caso es una tensión sinusoidal.
Hay que hacer notar que la tensión de referencia no tiene por qué estar en la entrada V+, también puede conectarse a la patilla V-, en este caso, se conectaría la tensión que queremos comparar con respecto a la tensión de referencia, a la entrada V+ del amplificador operacional.
A la salida (Vo) del amplificador operacional puede haber únicamente dos niveles de tensión que son en este caso 15 o -15 V (considerando el AO como ideal, si fuese real las tensiones de salida serían algo menores).
- Cuando la tensión sinusoidal Vi toma valores positivos, el amplificador operacional se satura a negativo; esto significa que como la tensión es mayor en la entrada V- que en la entrada V+, el amplificador entrega a su salida una tensión negativa de -15 V.

## Electrónica digital: sistemas combinacionales
Reciben esta denominación los sistemas combinacionales que indican si dos datos de N bits son iguales y en el caso de que esto no ocurra cuál de ellos es mayor. En el mercado se encuentran, generalmente, como circuitos integrados para datos de 4 u 8 bits y entradas que facilitan la conexión en cascada para trabajar con más bits.
En la figura 1, se puede observar el esquema de 4 bits. Posee dos tipos de entradas: las de comparación (A0...A3 y B0...B3) y las de expansión (<,=, y >) para la conexión en cascada. La función que realiza el comparador anterior se puede observar en la tabla de verdad que aparece en la figura 3. Se puede observar que las entradas de expansión sólo afectan a las salidas cuando los datos en las entradas A y B son iguales.
En algunos casos es necesario realizar comparaciones entre entradas que tienen un número de bits mayor que el permitido por el integrado, en estos casos se realiza la conexión de varios integrados en cascada. En la figura 2 se muestra un comparador de 8 bits realizado con el circuito integrado 7485 de 4 bits.